# Chicago Film Critics Association Awards 2008
La cerimonia di premiazione della 21ª edizione dei Chicago Film Critics Association Awards si è tenuta a Chicago, Illinois, il 18 dicembre 2008, per premiare i migliori film prodotti nel corso dell'anno.

## Vincitori e candidati
I vincitori sono indicati in grassetto.

### Miglior film
- WALL•E, regia di Andrew Stanton
- Il curioso caso di Benjamin Button (The Curious Case of Benjamin Button), regia di David Fincher
- Il cavaliere oscuro (The Dark Knight), regia di Christopher Nolan
- Milk (Milk), regia di Gus Van Sant
- The Millionaire (Slumdog Millionaire), regia di Danny Boyle

### Miglior attore
- Mickey Rourke - The Wrestler (The Wrestler)
- Frank Langella - Frost/Nixon - Il duello (Frost/Nixon)
- Clint Eastwood - Gran Torino (Gran Torino)
- Sean Penn - Milk (Milk)
- Richard Jenkins - L'ospite inatteso (The Visitor)

### Migliore attrice
- Anne Hathaway - Rachel sta per sposarsi (Rachel Getting Married)
- Angelina Jolie - Changeling (Changeling)
- Meryl Streep - Il dubbio (Doubt)
- Melissa Leo - Frozen River - Fiume di ghiaccio (Frozen River)
- Sally Hawkins - La felicità porta fortuna - Happy Go Lucky (Happy-Go-Lucky)

### Miglior attore non protagonista
- Heath Ledger - Il cavaliere oscuro (The Dark Knight), assegnazione postuma.
- Philip Seymour Hoffman - Il dubbio (Doubt)
- Bill Irwin - Rachel sta per sposarsi (Rachel Getting Married)
- Michael Shannon - Revolutionary Road (Revolutionary Road)
- Robert Downey Jr. - Tropic Thunder (Tropic Thunder)

### Migliore attrice non protagonista
- Kate Winslet - The Reader - A voce alta (The Reader)
- Amy Adams - Il dubbio (Doubt)
- Viola Davis - Il dubbio (Doubt)
- Rosemarie DeWitt - Rachel sta per sposarsi (Rachel Getting Married)
- Penélope Cruz - Vicky Cristina Barcelona (Vicky Cristina Barcelona)

### Miglior regista
- Danny Boyle - The Millionaire (Slumdog Millionaire)
- David Fincher - Il curioso caso di Benjamin Button (The Curious Case of Benjamin Button)
- Christopher Nolan - Il cavaliere oscuro (The Dark Knight)
- Gus Van Sant - Milk (Milk)
- Andrew Stanton - WALL•E (WALL•E)

### Miglior fotografia
- Wally Pfister - Il cavaliere oscuro (The Dark Knight)
- Mandy Walker - Australia (Australia)
- Claudio Miranda - Il curioso caso di Benjamin Button (The Curious Case of Benjamin Button)
- Colin Watkinson - The Fall (The Fall)
- Anthony Dod Mantle - The Millionaire (Slumdog Millionaire)

### Miglior colonna sonora originale
- Thomas Newman - WALL•E
- Alexandre Desplat - Il curioso caso di Benjamin Button (The Curious Case of Benjamin Button)
- Hans Zimmer e James Newton Howard - Il cavaliere oscuro (The Dark Knight)
- Danny Elfman - Milk (Milk)
- A. R. Rahman - The Millionaire (Slumdog Millionaire)

### Migliore sceneggiatura originale
- Andrew Stanton e Jim Reardon - WALL•E (WALL•E)
- Martin McDonagh - In Bruges - La coscienza dell'assassino (In Bruges)
- Dustin Lance Black - Milk (Milk)
- Jenny Lumet - Rachel sta per sposarsi (Rachel Getting Married)
- Charlie Kaufman - Synecdoche, New York (Synecdoche, New York)

### Migliore sceneggiatura non originale
- Simon Beaufoy - The Millionaire (Slumdog Millionaire)
- Eric Roth - Il curioso caso di Benjamin Button (The Curious Case of Benjamin Button)
- Jonathan Nolan e Christopher Nolan - Il cavaliere oscuro (The Dark Knight)
- John Patrick Shanley - Il dubbio (Doubt)
- Peter Morgan - Frost/Nixon - Il duello (Frost/Nixon)

### Miglior film d'animazione
- WALL•E, regia di Andrew Stanton
- Bolt - Un eroe a quattro zampe (Bolt), regia di Chris Williams e Byron Howard
- Kung Fu Panda, regia di Mark Osborne e John Stevenson
- Le avventure del topino Despereaux (The Tale of Despereaux), regia di Sam Fell e Robert Stevenhagen
- Valzer con Bashir (Waltz with Bashir), regia di Ari Folman

### Miglior film documentario
- Man on Wire - Un uomo tra le Torri (Man on Wire), regia di Jochen Alexander Freydank
- American Teen (American Teen), regia di Nanette Burstein
- Dear Zachary: A Letter to a Son About His Father (Dear Zachary: A Letter to a Son About His Father), regia di Kurt Kuenne
- I.O.U.S.A. (I.O.U.S.A.), regia di Patrick Creadon
- Standard Operating Procedure - La verità dell'orrore (Standard Operating Procedure), regia di Errol Morris

### Miglior film in lingua straniera
- Lasciami entrare (Låt den rätte komma in), regia di Tomas Alfredson (Svezia)

### Miglior regista rivelazione
- Tomas Alfredson - Lasciami entrare (Låt den rätte komma in)
- Lance Hammer - Ballast
- Courtney Hunt - Frozen River - Fiume di ghiaccio (Frozen River)
- Martin McDonagh - In Bruges - La coscienza dell'assassino (In Bruges)
- Steve McQueen - Hunger

### Miglior performance rivelazione
- Dev Patel - The Millionaire (Slumdog Millionaire)
- Russell Brand - Non mi scaricare (Forgetting Sarah Marshall)
- David Kross - The Reader - A voce alta (The Reader)
- Lina Leandersson - Lasciami entrare (Låt den rätte komma in)
- Brandon Walters - Australia